# Алексичский сельсовет
Алексичский сельсовет (белор. Алексіцкі сельсавет) — административная единица на территории Хойникского района Гомельской области Беларуси. Административный центр — агрогородок Глинище.

## История
20 сентября 2011 года упразднены посёлки Застенок и Нариманов (до 1929 года — Михалёв).

## Состав
Алексичский сельсовет включает 10 населённых пунктов:
- Алексичи — деревня
- Глинище — агрогородок
- Гречихино — деревня
- Дуброва — деревня
- Коренёвка — деревня
- Моклище — деревня
- Рабец — посёлок
- Слабожанка — деревня
- Туневщина — деревня
- Хвойное — деревня

Упразднённые населённые пункты:
- Застенок — посёлок
- Нариманов — посёлок

## Численность
В 2011 году на территории сельсовета проживало 1329 человек, насчитывалось 545 домовладений. 
По состоянию на 1 января 2021 г. на территории сельсовета проживает 1017 человек, насчитывается 422 домовладения.

## Достопримечательность
- Скульптура воина и стела в память о погибших в годы Великой Отечественной войны, расположена в центре аг. Глинище
- Памятник в память о пострадавших от аварии на ЧАЭС в аг. Глинище
- Дом-музей имени И. П. Мележа в аг. Глинище
- В октябре 2021 года недалеко от населённых пунктов Алексичи и Глинище обнаружен артефакт — старинный склеп[2][3][4][5].
- "Ганина" груша — место за деревней, где встречались герои романа И. П. Мележа «Людзі на балоце» Ганна и Василь. Расположено в семи верстах от агрогородка Глинище. Там находится небольшая, дворов на двадцать деревушка Коронёвка, описанная в романе «Людзі на балоце» как Курени